# Pangrapta fauvealis
Pangrapta fauvealis är en fjärilsart som beskrevs av Pierre E.L. Viette 1965. Pangrapta fauvealis ingår i släktet Pangrapta och familjen nattflyn. Inga underarter finns listade i Catalogue of Life.